# Podregion Raseborg
Podregion Raseborg (szw. Raseborgs ekonomiska region, fiń. Raaseporin seutukunta) – podregion w Finlandii, w regionie Uusimaa.
W skład podregionu wchodzą gminy:
- Hanko,
- Ingå,
- Raseborg.